# プラチナLover's Day
「プラチナLover's Day」（プラチナ・ラヴァーズ・デー）は、田村ゆかりの19枚目のシングル。2011年1月26日にキングレコードから発売された。

## 概要
前作「おしえて A to Z」から約9ヶ月ぶりのリリースで、2011年1作目のシングル。初回盤はスペシャルパッケージ仕様である。また、同年2月27日に日本教育会館 一ツ橋ホールで行われた、今作の発売記念のイベントで、自身のラジオ番組『田村ゆかりのいたずら黒うさぎ』の公開録音参加抽選応募ハガキと、『チョコットランド』限定ペット特典シリアルコードを封入。
表題曲は、ハンゲームのRPGオンラインゲーム『チョコットランド』4周年記念ソング、テレビ東京系音楽番組『アニソ〜ンぷらす』の2011年1月度オープニングテーマに起用された。カップリング曲の「この指とまれ」は、TBS系番組『がっちりマンデー!!』2011年1月から3月度のエンディングテーマとして、「floral blue」は、ラジオ『田村ゆかりのいたずら黒うさぎ』のエンディングテーマとして使用されている。なお、田村の曲がテレビアニメのタイアップから外れたのは、16枚目のシングル「You & Me」以来。

### 主な記録
2011年2月7日のオリコン週間シングルチャートで7位を獲得。初動売上は1.8万枚であり、前作から約4000枚増加した。シングル作品のトップ10入りは15枚目のシングル「Tomorrow」から5作連続で通算8作目となった。
声優の個人名義でのシングルチャートのTOP10入りは、2011年1月3日付のシングルチャートで5位を獲得した小野大輔の「熱烈ANSWER」以来。キャラクター名義を含めると2011年1月31日付のシングルチャートで5位、8位、9位を獲得した米澤円、藤東知夏、永田依子が平沢憂、真鍋和、鈴木純名義でリリースした『けいおん!! イメージソング 平沢憂、真鍋和、鈴木純』の3作以来。タイアップである『アニソ〜ンぷらす』の主題歌のトップ10入りは、2010年12月度のエンディングテーマであるテニプリオールスターズの「Love Festival」以来。

## 収録曲
- 全曲、作曲・編曲：太田雅友　ブラスアレンジ：竹上良成（この指とまれ）

1. プラチナLover's Day [3:54]
作詞：松井五郎
2. この指とまれ [3:47] 
作詞：ふじのマナミ
3. floral blue [3:48]
作詞：松井五郎

## 収録アルバム
| 楽曲                | 発売日         | タイトル       | 備考                        |
| ------------------- | -------------- | -------------- | --------------------------- |
| プラチナLover's Day | 2011年12月21日 | 春待ちソレイユ | 9枚目のオリジナルアルバム。 |